# Starstylers
 (octobre 2019).
 (octobre 2019).
Si vous disposez d'ouvrages ou d'articles de référence ou si vous connaissez des sites web de qualité traitant du thème abordé ici, merci de compléter l'article en donnant les références utiles à sa vérifiabilité et en les liant à la section « Notes et références ».
[à développer]
Starstylers est un projet musical d'eurodance des Pays-Bas. En 2005 le groupe repris sous le nom de Keep On Moving l'air bien connu de la chanson de Sash! nommée Ecuador sortie en 1997. Il s'ensuivit Higher toujours sur les mêmes sonorités et rythmiques d'une lambada, mais le dernier titre du groupe Won't You va à l'autre bout de la dance en reprenant la mélodie Mondotek de la tecktonic.